# Oh Mercy (Bob Dylan)
Oh Mercy is het 26e studioalbum van Bob Dylan, uitgebracht op 12 september 1989 op Columbia Records . Het is een album, dat Dylan na een aantal matige albums weer waardering en succes bracht. Dylan had wel succes gehad als lid van de Traveling Wilburys met het album The Traveling Wilburys Vol. 1, dat in april 1988 verschenen was. Dylan begon hierna in een kleine bezetting aan zijn 'Never Ending Tour'. In die periode ontmoette hij de Canadees Daniel Lanois in New Orleans, die met behulp van een mobiele studio bezig was met de productie van het album Yellow Moon voor de The Neville Brothers. Voor dit album waren twee covers van Dylan opgenomen, "With God on Our Side" en "The Ballad of Hollis Brown", gezongen door Aaron Neville, met een sound, die Dylan wel beviel en graag wilde voor zijn nieuwe album. Hij vroeg Lanois Oh Mercy te produceren en zij spraken dit af voor het volgend voorjaar.

## Songwriting
Dylan had in de jaren 1986-1987 weinig nieuwe nummers geschreven, de inspirattie ontbrak. Dat veranderde toen hij na een snijwond gedwongen thuis zat en de regels voor "Political World", geïnspireerd door de presidentscampagne (George H.W. Bush tegen Michael Dukakis), vanzelf op papier kwamen. In de week erna schreef Dylan in zijn schildersatelier "What Good Am I", "Dignity" (dat niet op Oh Mercy kwam), "Disease of Conceit" over de hoogmoed van televisiedominee Jimmy Swaggart, "What Was It You Wanted" en 	"Everything Is Broken". De meeste nummers hadden alleen nog tekst, geen melodie. "Shooting Star" werd pas geschreven tijdens de opnamesessies in New Orleans.

## Productie
Dylan had de nummers voor Oh mercy al eerder opgenomen met Ron Wood, maar was niet tevreden over het resultaat. Lanois stelde een nieuwe sessiegroep samen met een aantal in New Orleans werkzame musici, zijn landgenoot, multi-instrumentalist en technicus Malcolm Burn, de gitaristen Mason Ruffner en Brian Stolz, de drummers Willy Green en Cyril Neville, basgitarist Tony Hall en accordeonist Rockin' Dopsie.
De basisopnamen vonden met behulp van een mobiele inbouwstudio meestal 's nachts plaats in kleine sessies, die vervolgens door de andere musici aangevuld werden. De lokatie was een oud herenhuis met salonramen, louvreluiken, gotische plafonds en een ommuurde binnenplaats, waar op de veranda Dylan met gitaar en microfoon en Lanois met een ritmebox de basis legde.
De eerste sessies van begin maart met "Political World" en "Dignity" verliepen problematisch, niemand was er tevreden over. Het eerste nummer, dat succesvol opgenomen werd was op 21 maart "Where Teardrops Fall" met een saxofoonsolo aan het eind door John Hart, de saxofonist van Rockin' Dopsie's cajunband. In april werden via overdubs de nummers definitief gemaakt.
Dylan koos er bewust voor sterke nummers als "Dignity" niet op het album te zetten. Hij wilde ze gebruiken als er weer een periode zou komen, waarin zijn inspiratie tekort zou schieten.

## Tracklist
- A1 Political World - (3:43) - basgitaar: Tony Hall; dobro: Daniel Lanois; drums:Willie Green; gitaar:Brian Stoltz, Mason Ruffner; percussie:Cyril Neville; zang, gitaar:Bob Dylan
- A2 Where Teardrops Fall - (2:30) - accordeon: Rockin' Dopsie; basgitaar: Larry Jolivet; drums: Alton Rubin, Jr.; gitaar:Paul Synegal;steelgitaar: Daniel Lanois; saxofoon:John Hart; zang,piano:Bob Dylan; wasbord:David Rubin
- A3 Everything Is Broken - (3:12) - basgitaar: Tony Hall; dobro: Daniel Lanois; drums:Willie Green; gitaar:Brian Stoltz; percussie:Daryl Johnson; zang, gitaar, mondharmonica:Bob Dylan
- A4 Ring Them Bells - (3:00) - gitaar: Daniel Lanois, Keyboards: Malcolm Burn; zang,piano:Bob Dylan
- A5 Man In The Long Black Coat - (4:30) - dobro: Daniel Lanois; keyboards: Malcolm Burn;zang, gitaar, mondharmonica:Bob Dylan
- B1 Most Of The Time - (5:02) - basgitaar: Tony Hall; drums:Willie Green; gitaar:Daniel Lanois; percussie:Cyril Neville; zang, gitaar:Bob Dylan
- B2 What Good Am I? - (4:45) - dobro: Daniel Lanois; keyboard: Malcolm Burn; zang, gitaar, piano:Bob Dylan
- B3 Disease Of Conceit - (3:41) - basgitaar: Tony Hall; drums:Willie Green; gitaar:Brian Stoltz, Mason Ruffner; zang, piano, orgel: Bob Dylan
- B4 What Was It You Wanted - (5:02) - basgitaar: Malcolm Burn; drums: Willie Green; gitaar: Daniel Lanois, Mason Ruffner; percussie: Cyril Neville; zang, gitaar, mondharmonica:Bob Dylan
- B5 Shooting Star - (3:12) - basgitaar: Tony Hall; drums:Willie Green; gitaar:Brian Stoltz; omnichord: Daniel Lanois; zang, mondharmonica, gitaar:Bob Dylan

## Hitnoteringen
Het album bereikte nummer 30 op de Billboard 200, nummer 6 op de UK Albums Chart en nummer 58 in Nederland.
- MusicBrainz release group: 36675813-6c3c-33fa-8eaf-b1cd66d4f006